# Periquito-de-cabeça-preta
Periquitão-de-cabeça-preta ou periquito-de-cabeça-preta (Aratinga nenday), também conhecido como príncipe-negro, é uma espécie da família Psittacidae.

## Taxonomia
A espécie foi anteriormente considerada como membro do gênero monotípico Nandayus Bonaparte, 1854. No entanto, evidência filogenética mostrou que se encaixa no gênero Aratinga. Quando esse gênero passou por uma revisão baseada em estudos anteriores e foi separado em quatro gêneros, ela foi colocada no gênero atual Aratinga. De acordo com uma análise filogenética com base em ADN mitocondrial do gênero Aratinga feita por Ribas & Miyaki (2004), a espécie forma um grupo monofilético com a jandaia-amarela (A. solstitialis), a jandaia (A. jandaya) e a jandaia-de-testa-vermelha (A. auricapilla). Em outro estudo (Tavares et al. 2005) com análise de ADN mitocondrial e nuclear de 29 espécies, representando 25 de 30 gêneros da subfamília Arinae, descobriu-se que o parente mais próximo do periquito-de-cabeça-preta é a jandaia-amarela, e que a divergência entre as duas espécies aconteceu de 0,5 a 1,3 milhões de anos atrás.
São conhecidos híbridos entre essa espécie e a jandaia e também com a aratinga-de-testa-azul.
Um parente pré-histórico desta espécie foi descrito em 1996 como Aratinga vorohuensis, com base em fósseis do Piacenziano encontrados na Argentina.

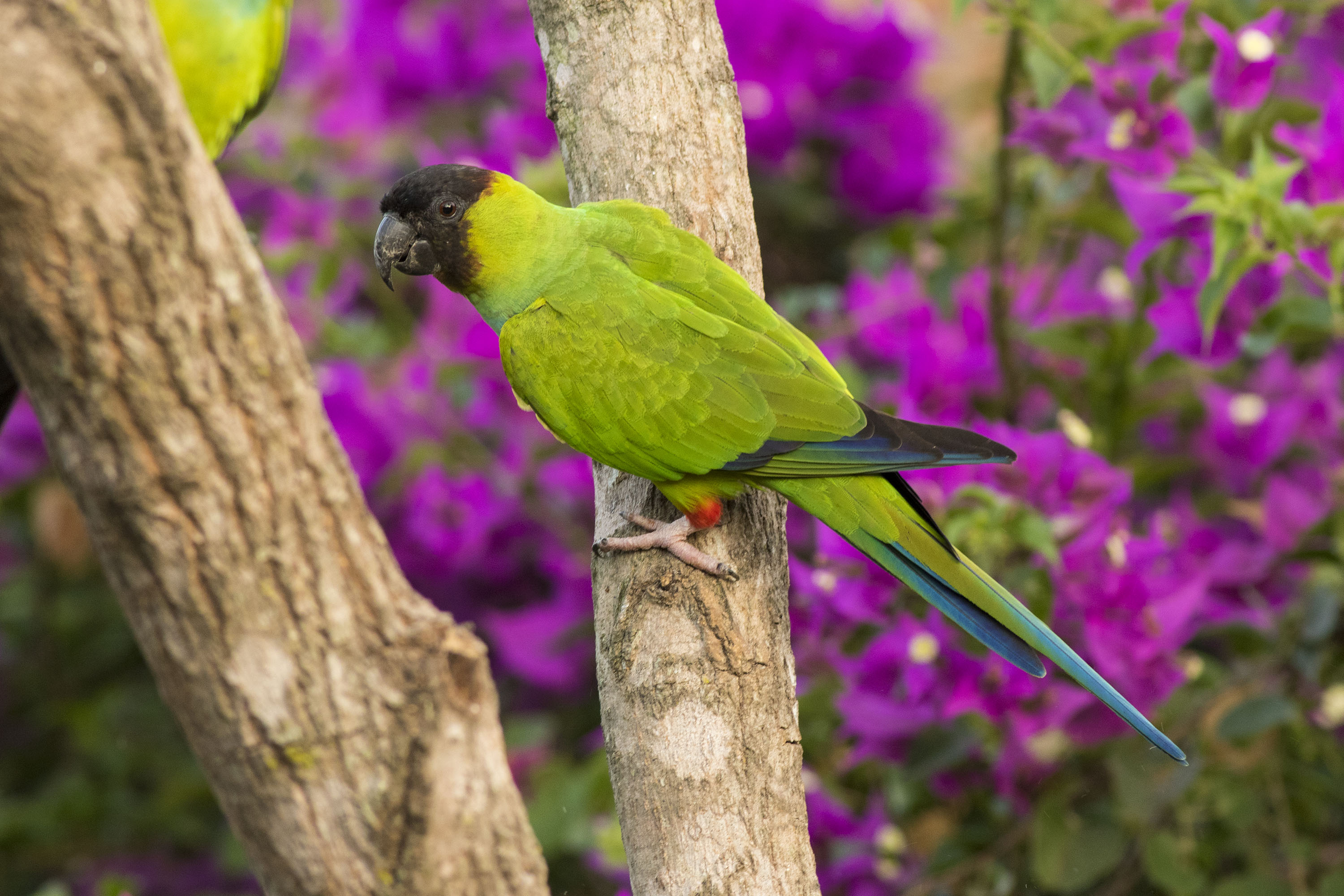

## Descrição
O periquito-de-cabeça-preta tem de 27 até 30 cm de comprimento, pesa 140 g e sua cor é principalmente verde. Sua característica mais distintiva, que lhe dá o nome, é o seu capuz preto. Também há preto em suas penas de voo e conta com uma longa cauda pontiaguda que termina em azul. Possui uma faixa azul em seu tórax e as penas que cobrem a sua coxa são vermelhas.

## Distribuição geográfica
A ave é nativa da América do Sul, mais precisamente do Pantanal, abrangendo o sudeste da Bolívia, o oeste da Região Centro-Oeste do Brasil, a região central do Paraguai e o norte da Argentina. Indivíduos de cativeiro foram soltos em alguns lugares e foram estabelecidas populações autossustentadas em Los Angeles (Califórnia) e San Antonio (Texas), além de em várias áreas da Flórida, incluindo Pasco, Sarasota, Pinellas, Manatee, Broward e Miami-Dade. Outra população autossustentada existiu por várias décadas em Israel, perto da cidade do Pardes Hanna-Karkur.

## Comportamento

### Alimentação
A espécie se alimenta de sementes, frutas, sementes de palmeira, bagas, flores e brotos. Os indivíduos ferais também vão a comedouros. Os indivíduos selvagens usam principalmente a floresta de arbustos e clareiras perto de povoados. Eles frequentam a savana aberta, pastagens e currais na América do Sul, e em alguns lugares são considerados pragas agrícolas.

### Reprodução
Periquitos-de-cabeça-preta costumam usar buracos em árvores como ninho. Fêmeas botam três ou quatro ovos. Depois de criarem seus filhos, forma-se um grande bando até a próxima temporada de reprodução.